# Eritroferrona
A eritroferrona é um hormônio proteico codificado em humanos pelo gene ERFE. A eritroferrona é produzida pelos eritroblastos, que causa inibição da produção de hepcidina no fígado e, assim, aumenta a quantidade de ferro disponível para a síntese de hemoglobina. Demonstrou-se que o ERFE secretado pelo músculo esquelético mantém a homeostase metabólica sistêmica.

## Descoberta
A identificação se deu em 2014, em camundongos, onde o transcrito foi encontrado na medula óssea, codificado pelo gene Fam132b destes animais. O gene homólogo em humanos é FAM132B e a sequência é conservada em outras espécies. A proteína é sintetizada pelos eritroblastos e secretada em seguida. Esta sequência já havia sido encontrada expressa no músculo esquelético de camundongos, chamada mionectina (CTRP15), e ligada à homeostase lipídica.

## Estrutura
Em humanos, a eritroferrona é transcrita como um precursor de 354 aminoácidos, com um peptídeo sinal de 28 aminoácidos. O gene do camundongo codifica uma proteína de 340 aminoácidos que é 71% idêntica. A homologia é maior no terminal C, onde há um domínio semelhante ao fator de necrose tumoral. Os dois domínios maiores são conectados por um ligante de colágeno curto, rico em prolina, que promove a multimerização proteica. Prevê-se que a eritroferrona contenha dois locais de reconhecimento de PCSK3/furina. O hormônio proteico pesa aproximadamente 35-40 kDa.

## Função
A eritroferrona é um hormônio que regula o metabolismo do ferro por meio de suas ações sobre a hepcidina. Conforme demonstrado em camundongos e humanos, ele é produzido nos eritroblastos, que se proliferam quando novos glóbulos vermelhos são sintetizados, como após uma hemorragia, quando é necessário mais ferro (a chamada eritropoiese de estresse). Este processo é controlasdo pelo hormônio renal, a eritropoetina.
Seu mecanismo de ação é inibir a expressão do hormônio hepático, a hepcidina. Esse processo é regulado pelo hormônio renal, a eritropoetina. Ao suprimir a hepcidina, o ERFE aumenta a função do canal celular de exportação de ferro, a ferroportina. Isso resulta, então, no aumento da absorção de ferro no intestino e na mobilização de ferro das reservas, que pode então ser usado na síntese de hemoglobina em novos glóbulos vermelhos.= A eritroferrona inibe a síntese de hepcidina ligando-se às proteínas morfogenéticas ósseas e, assim, inibindo a via da proteína morfogenética óssea que controla a expressão da hepcidina.
Camundongos deficientes no gene que codifica a eritroferrona apresentam déficits transitórios de hemoglobina da fase maturacional e supressão de hepcidina prejudicada em resposta à flebotomia, com recuperação retardada da anemia. Em seu papel como mionectina, também promove a captação de lipídios pelos adipócitos e hepatócitos.

## Regulação
A síntese da eritroferrona é estimulada pela ligação da eritropoetina ao seu receptor e pela ativação da via de sinalização JAK2/STAT5.

## Relevância clínica
O significado clínico da eritroferrona em humanos está se tornando claro. A partir de paralelos nos estudos com ratos, pode haver doenças onde a sua função pode ser relevante. Em um modelo de talassemia em camundongos, sua expressão é aumentada, resultando em sobrecarga de ferro, que também é uma característica da doença em humanos.. Demonstrou-se um papel na recuperação da anemia ou inflamação em camundongos, e foi sugerido envolvimento em anemias hereditárias com eritropoiese ineficaz, anemia de doenças renais crônicas e anemia por deficiência de ferro refratária ao ferro.
Os níveis de eritroferrona no sangue demonstraram, por imunoensaio, serem mais elevados após perda de sangue ou administração de eritropoetina. Pacientes com beta-talassemia apresentam níveis muito elevados, e estes diminuem após transfusão de sangue..